# Sheena, a dzsungel királynője (film)
A Sheena, a dzsungel királynője (eredeti cím: Sheena vagy Sheena: Queen of the Jungle) egész estés amerikai–brit film, amely a Sheena, a dzsungel királynője című képregény alapján készült. A forgatókönyvet Lorenzo Semple Jr. és Leslie Stevens írta, John Guillermin rendezte, a zenéjét Richard Hartley szerezte, a főszerepekben Tanya Roberts, Ted Wass és Donovan Scott látható.
Amerikában 1984. augusztus 17-én mutatták be a mozikban. Magyarországon az RTL Klubon vetítették le a televízióban.

## Szereplők
| Szereplő                  | Eredeti hang                                                                           | Magyar hang                                  |
| ------------------------- | -------------------------------------------------------------------------------------- | -------------------------------------------- |
| Sheena                    | Tanya Roberts (felnőtt) Kathryn Gant (tinédzser) Kirsty Lindiay és Janet Ames (gyerek) | Götz Anna (felnőtt) ? (tinédzser) ? (gyerek) |
| Vic Casey                 | Ted Wass                                                                               | Stohl András                                 |
| Fletcher                  | Donovan Scott                                                                          | Koncz István                                 |
| Sámán                     | Elizabeth of Toro                                                                      | Némedi Mari                                  |
| Zanda hercegnő            | France Zobda                                                                           | Szerencsi Éva                                |
| Otwani herceg             | Trevor Thomas                                                                          | Wohlmuth István                              |
| Jabalani király           | Clifton Jones                                                                          | Varga Tamás                                  |
| Jorgensen ezredes         | John Forgeham                                                                          | Balázsi Gyula                                |
| Boto                      | Errol John                                                                             | ?                                            |
| Juka                      | Sylvester Williams                                                                     | Seszták Szabolcs                             |
| Grizzard                  | Bob Sherman                                                                            | Megyeri János                                |
| Phillip Ames              | Michael Shannon                                                                        | ?                                            |
| Betsy Ames                | Nancy Paul                                                                             | ?                                            |
| Wadman                    | Nick Brimble                                                                           | Imre István                                  |
| Blau                      | Paul Gee                                                                               | ?                                            |
| Anders                    | Dave Cooper                                                                            |                                              |
| Helikopter pilóta         | Tim Ward-Booth                                                                         | ?                                            |
| Pilóta                    | Wilbur Nyabungo                                                                        | Katona Zoltán                                |
| Harcomba törzsfőnök       | Oliver Litondo                                                                         | ?                                            |
| I. idősebb ember          | Louis Mahoney                                                                          | ?                                            |
| II. idősebb ember         | Shane Mwigerere                                                                        | ?                                            |
| Afrikai bennszülött       | Tom Mwangi                                                                             | ?                                            |
| Recepciós                 | Margarita Ndisi                                                                        | ?                                            |
| I. rendőr                 | Joseph Olita                                                                           | Vári Attila                                  |
| II. rendőr                | Lenny Juma                                                                             | ?                                            |
| Börtönőrmester            | William Allot                                                                          | ?                                            |
| Idős hölgy                | Lucy Wangiu Gishomo                                                                    | ?                                            |
| Szerelő                   | Mick Ndisho                                                                            | ?                                            |
| További magyar hangok     |                                                                                        |                                              |
| Bolla Róbert, Végh Ferenc |                                                                                        |                                              |